# Krügers Woche
Krügers Woche war eine wöchentliche Sitcom aus dem Jahr 2007, die hinter den Kulissen der titelgebenden, fiktiven Late-Night-Show spielt.

## Hintergrund
Die 30-minütige Sendung wurde für montags 22:45 Uhr angekündigt und beschäftigte sich mit wochenaktuellen Themen. Die Sitcom war ähnlich gestaltet wie Anke mit Anke Engelke. Die Pilotfolge wurde letztlich bereits 22:15 Uhr ausgestrahlt, ab dem 22. Oktober lief die Sendung ab 23:15 Uhr.
Mit Beginn der Late-Night-Show in der Sitcom endete die Sitcom regelmäßig. In jeder Folge war ein anderer deutscher Prominenter als Gast eingeladen, der eine kleine Nebenrolle spielte.
Die Show wies Ähnlichkeiten zu der US-Comedyserie Die Larry Sanders Show auf, die ebenfalls hinter den Kulissen einer Late-Night-Show spielt, sowie zur Comedyserie Anke, bei der auch der Redaktionsalltag (jedoch einer Talkshow) zu sehen war. Die Besonderheit bei Krügers Woche war zum einen die Aufzeichnung vor Publikum, zum anderen erfolgte diese Aufzeichnung erst am vorhergehenden Sonntagabend, so dass aktuelle Geschehnisse relativ zeitnah in die Sendung eingebunden werden konnten.

## Figuren
Mike Krüger macht seit zehn Jahren eine Late-Night-Show und wird in den Vorbereitungen von seinen deutlich jüngeren Kollegen unterstützt. Vor allem auf seine alten Erfolge oder das Singen-wollen sind seine Kollegen nicht gut zu sprechen.
Mike KrügerModerator und Redaktionsleiter der nach ihm benannten Late-Night-Show
Peter RüttenChef-Gagschreiber der Sendung, Running Gag: auf seine Frage: „Hab ich dich jemals enttäuscht Mike?“ antwortet dieser stets „Mehrfach!“.
Frank StreffingMit Peter Gagschreiber der Sendung, jedoch sensibler und häufig feinfühliger bei heiklen Themen; Imitator von Mike
Tina SeydelVerantwortliche Redakteurin der Sendung, die nicht immer der gleichen Meinung wie Mike ist
Kirstin HesseJunge Praktikantin der Redaktion, die alte Erfolge von Mike (z. B. Der Nippel) noch nie gehört hat
Tobias LichtSchwuler Maskenbildner der Show, mit guten Kenntnissen der Boulevardpresse und einer Vorliebe für Tratsch und Gerüchte
Helmut ZerlettBandleader der Showband

## Einschaltquoten
Die Einschaltquoten der Sendung lagen durchgängig unter dem Senderschnitt von ProSieben. Eine Auflistung gemessener Einschaltquoten und Marktanteile veranschaulicht folgende Tabelle:
| Datum              | Zuschauer | Zuschauer       | Marktanteil | Marktanteil     | Quellen |
| Datum              | Gesamt    | 14 bis 49 Jahre | Marktanteil | Marktanteil     | Quellen |
| Datum              | Gesamt    | 14 bis 49 Jahre | Gesamt      | 14 bis 49 Jahre | Quellen |
| ------------------ | --------- | --------------- | ----------- | --------------- | ------- |
| 27. August 2007    | –         | 1,09 Mio.       | –           | 7,6 %           | [ 4 ]   |
| 3. September 2007  | 1,01 Mio. | –               | –           | 7,5 %           | [ 5 ]   |
| 17. September 2007 | 1,16 Mio. | 0,81 Mio.       | 5,4 %       | 8,7 %           | [ 6 ]   |
| 24. September 2007 | 0,91 Mio. | 0,58 Mio.       | –           | 5,6 %           | [ 7 ]   |
| 1. Oktober 2007    | –         | –               | –           | 7,6 %           | [ 8 ]   |
| 8. Oktober 2007    | –         | –               | –           | 6,5 %           | [ 9 ]   |
| 15. Oktober 2007   | –         | –               | –           | 6,2 %           | [ 10 ]  |
| 22. Oktober 2007   | –         | 0,88 Mio.       | –           | 8,1 %           | [ 11 ]  |
| 29. Oktober 2007   | –         | –               | –           | 6,9 %           | [ 12 ]  |
| 5. November 2007   | –         | –               | –           | 7,5 %           | [ 13 ]  |
| 12. November 2007  | –         | –               | –           | 6,5 %           | [ 14 ]  |
| 19. November 2007  | 0,63 Mio. | 0,5 Mio.        | 3,8 %       | 6,6 %           | [ 15 ]  |

Die Sendung wurde aufgrund der schwachen Einschaltquoten vorzeitig abgesetzt.

## Episoden
| #  | Premiere   | Prominenter Gast                      |
| -- | ---------- | ------------------------------------- |
| 1  | 27.08.2007 | Killerpilze                           |
| 2  | 03.09.2007 | Gülcan Kamps                          |
| 3  | 10.09.2007 | Axel Schulz                           |
| 4  | 17.09.2007 | Sandy Mölling                         |
| 5  | 24.09.2007 | Stefan Raab                           |
| 6  | 01.10.2007 | Detlef D! Soost                       |
| 7  | 08.10.2007 | Oli.P                                 |
| 8  | 15.10.2007 | Frank Matthée, Sabine Pfeifer         |
| 9  | 22.10.2007 | Elmar Brandt, Sabine Pfeifer          |
| 10 | 29.10.2007 | Johann Lafer, Sabine Pfeifer          |
| 11 | 05.11.2007 | Rüdiger Hoffmann, Sabine Pfeifer      |
| 12 | 12.11.2007 | Sabine Pfeifer                        |
| 13 | 19.11.2007 | Claude-Oliver Rudolph, Sabine Pfeifer |